# Ressort motor

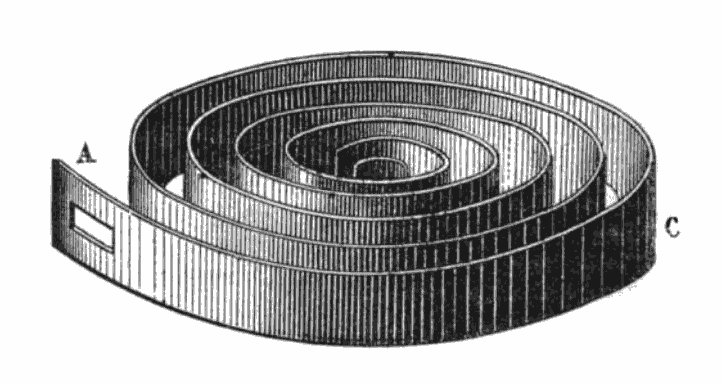
Molla reial

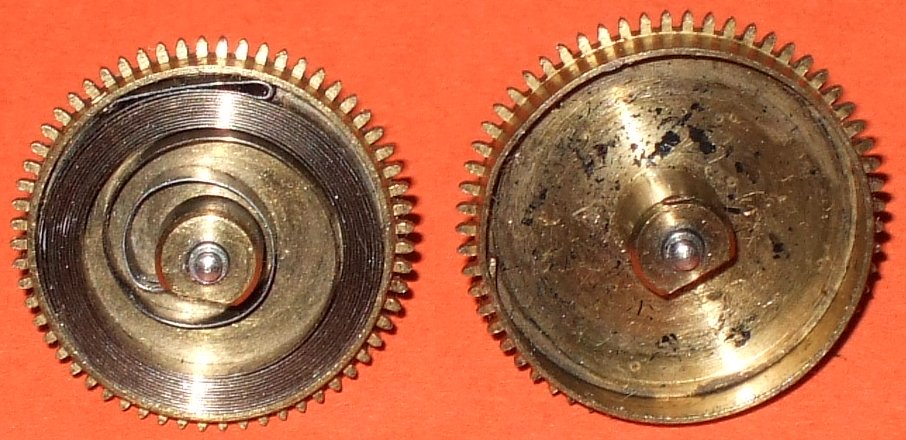
Molla reial i el seu tambor

En el món genèric dels mecanismes de rellotgeria un ressort motor, o molla principal (cal precisar que en rellotgeria s'anomena molla reial o per analogia corda reial), és un ressort que permet emmagatzemar l'energia quan s'enrotlla, i tornar-la a donar durant l'expansió. En general es tracta d'una banda metàl·lica d'acer trempat enrotllada sobre un tambor o un eix. L'energia emmagatzemada es transmet a través d'un conjunt d'engranatges.
En algunes aplicacions, el sistema està controlat per un regulador centrífug, en altres per un regulador de làmines (la fricció de l'aire amb les làmines impedeix l'augment de velocitat), o mitjançant un escapament. Normalment, el ressort es recarrega amb una roda (la corona d'un rellotge) o mitjançant una clau extraïble (rellotges, joguines).

## Història
- Invenció abans de 1488

## Utilització
- Dispositius clàssics
  - Rellotges mecànics
  - Caixes de música
  - Metro de cinta
  - Cable amb retorn automàtic (per exemple, aspiradora, motoserra i talladores de gespa)
- Dispositius antics
  - Telègraf (el motor per a la conducció de la tira de paper)
  - Joguines
  - Plats del fonògraf
  - Càmera de filmar

## Avantatges i desavantatges
- El dispositiu funciona en equips mòbils, és totalment autònom i pot funcionar indefinidament sense fer ús de cap tecnologia d'alimentació no autosuficient (bateria, font d'alimentació, combustible, etc.), encara que cal donar-li corda de tant en tant.
- L'energia retornada varia a la part final del ressort, més o menys, el que fa difícil obtenir una velocitat constant.
- El soroll del mecanisme de transmissió o deregulació
- Pes/dimensions